# The Prophet Returns
Albums de 2Pac
Loyal to the Game
(2004) Live at the House of Blues
(2005)
The Prophet Returns est une compilation posthume de 2Pac, sortie le 3 octobre 2005.

## Liste des titres
| No  | Titre                                                                     | Album original                          | Durée |
| --- | ------------------------------------------------------------------------- | --------------------------------------- | ----- |
| 1.  | Thug Passion (featuring Jewell, Outlawz et Storm)                         | All Eyez on Me                          | 5:09  |
| 2.  | Can't C Me (featuring George Clinton)                                     | All Eyez on Me                          | 5:31  |
| 3.  | Holla at Me                                                               | All Eyez on Me                          | 4:56  |
| 4.  | Hit 'Em Up (featuring Outlawz)                                            | Face B de How Do U Want It              | 5:12  |
| 5.  | Ambitionz az a Ridah                                                      | All Eyez on Me                          | 4:40  |
| 6.  | No More Pain                                                              | All Eyez on Me                          | 6:16  |
| 7.  | Picture Me Rollin' (featuring Big Syke, CPO et Danny Boy)                 | All Eyez on Me                          | 5:16  |
| 8.  | Hold Ya Head (featuring Tyrone Wrice)                                     | The Don Killuminati: The 7 Day Theory   | 4:00  |
| 9.  | I Ain't Mad at Cha (featuring Danny Boy)                                  | All Eyez on Me                          | 4:53  |
| 10. | Hail Mary (featuring Kastro, Young Noble, Yaki Kadafi et Prince Ital Joe) | The Don Killuminati: The 7 Day Theory   | 5:11  |
| 11. | Made Niggaz (featuring Outlawz)                                           | Bande originale de Flics sans scrupules | 5:05  |
| 12. | Keep Ya Head Up                                                           | Strictly 4 My N.I.G.G.A.Z.              | 4:24  |
| 13. | How Do You Want It (featuring K-Ci & JoJo)                                | All Eyez on Me                          | 4:48  |
| 14. | Me Against the World                                                      | Me Against the World                    | 4:39  |
| 15. | All About U (featuring Snoop Doggy Dogg, Nate Dogg, Fatal et Yaki Kadafi) | All Eyez on Me                          | 4:36  |